# Liste der Naturdenkmäler im Bezirk Freistadt
Die Liste der Naturdenkmäler im Bezirk Freistadt listet die als Naturdenkmal ausgewiesenen Objekte im Bezirk Freistadt im Bundesland Oberösterreich auf. Von den 35 Naturdenkmälern handelt es sich bei 23 geschützten Objekten um Bäume oder Baumgruppen, zwölf Naturdenkmäler sind geschützte Steinblöcke. Unter den als Naturdenkmälern ausgewiesenen Bäumen und Baumgruppen befinden sich verschiedene heimische Arten, wobei sieben Naturdenkmäler Sommerlinden (Tilia platyphyllos), vier Rot- bzw. Blutbuchen (Fagus sylvatica bzw. Fagus sylvatica f. purpurea), fünf Europäische Eiben (Taxus baccata) fünf Winterlinden (Tilia cordata), und drei Stieleichen (Quercus robur) beinhalten. Räumlich verteilen sich die Naturdenkmäler insbesondere über die Gemeinde Unterweißenbach, wo sich alleine fünf Naturdenkmäler befinden. Zudem bestehen in Gutau und Königswiesen je vier Naturdenkmäler und in Neumarkt im Mühlkreis drei Denkmäler.

## Naturdenkmäler
| Foto |                 | Name                                                                              | ID                                     | Standort | Beschreibung | Fläche | Datum      |
| ---- | --------------- | --------------------------------------------------------------------------------- | -------------------------------------- | --- | --- | ------ | ---------- |
| 1    | Datei hochladen | Baumgruppe und 1 Einzelbaum bei den Kreuzwegstationen von Freistadt und St. Peter | nd517                                  | Freistadt KG: Freistadt bzw. Schwand GrStNr: 2621; 2633; 2557; 2524 (Schwand) bzw. 700/3; 693; 695 (Freistadt) Standort | Das Naturdenkmal besteht aus 14 Winterlinden (Tilia cordata) und einer Rotbuche (Fagus sylvatica), die sich als Bäume bzw. Baumgruppen bei den Kreuzwegstationen entlang des Nordwaldkamm-Wanderweges zwischen Freistadt und den beiden Kirchen in St. Peter bei Freistadt erstrecken. |        | 10.09.1993 |
| 1    | Datei hochladen | Lärche in Rauchenödt                                                              | nd318                                  | Grünbach KG: Rauchenödt GrStNr: 601 Standort                                                                            | Die Europäische Lärche (Larix decidua) steht an der Ostseite der Kirche Oberrauchenödt. Sie wies zum Zeitpunkt der Unterschutzstellung einen Umfang von 2,6 m auf (in Brusthöhe gemessen), einen Kronendurchmesser von 19 m und eine Höhe von rund 38 m auf. |        | 24.09.1985 |
| 1    | Datei hochladen | Eibe                                                                              | nd292                                  | Gutau KG: Gutau GrStNr: 1440 Standort                                                                                   | Die Europäische Eibe (Taxus baccata) steht rund 20 m östlich des Bauernhauses Staudinger in Gutau. Sie wies zum Zeitpunkt der Unterschutzstellung einen Umfang in Brusthöhe von 1,7 m auf und hatte einen Kronendurchmesser von 10 m bzw. eine Höhe von rund 11 m. |        | 06.02.1985 |
| 1    | Datei hochladen | Pechölstein in Hundsdorf                                                          | nd197 HERIS-ID: 19149 Objekt-ID: 15447 | Gutau KG: Hundsdorf GrStNr: 1362 Standort                                                                               | Der Felsblock aus Weinsberger Granit hat eingemeißelte Rillen zur Pechölgewinnung. An der längsten Stelle misst er knapp 7 Meter, an der breitesten Stelle 5,50 Meter. Er steht an der Straße Gutau-Hundsdorf rund 100 m südlich des Gehöftes Rehberger und ist auch durch das Denkmalschutzgesetz geschützt. |        | 12.08.1983 |
| 1    | Datei hochladen | Rosner Stein (Pechölstein)                                                        | nd207                                  | Gutau KG: Hundsdorf GrStNr: 1230 Standort                                                                               | Der Felsblock aus Weinsberger Granit misst etwa 5 × 3 m und erreicht eine Höhe von bis zu 1,2 m. Die leicht geneigte Oberfläche weist ein blattförmiges Rillensystem auf. Der Stein liegt 365 m W-S/W-lich vom Bauernhaus Rosner, am Rand des dortigen Waldstücks. |        | 13.09.1983 |
| 1    | Datei hochladen | Linde in Hirschbach                                                               | nd301                                  | Hirschbach im Mühlkreis KG: Hirschbach GrStNr: 4089 Standort                                                            | Die Sommerlinde (Tilia platyphyllos) steht im Ortszentrum von Hirschbach beim Friedhofs- bzw. Kirchenausgang. Das Naturdenkmal bestand ursprünglich aus zwei Linden, jedoch wurden durch Bauarbeiten an der Friedhofsmauer die Wurzeln eines Baumes derart schwer geschädigt, dass 2002 der Naturschutz für eine der Linden aufgehoben wurde.                                                                                      |        | 28.05.1985 |
| 1    | Datei hochladen | Obereibensteiner-Linden                                                           | nd321                                  | Kaltenberg, Ebenort 14 KG: Silberberg GrStNr: 2002; 2003 Standort                                                       | Die Sommerlinden (Tilia platyphyllos) stehen beim Bauernhof Obereibensteiner, wobei sich eine Linde neben einer Kapelle und eine rund 30 m entfernt befindet. |        | 22.10.1985 |
| 1    | Datei hochladen | Zwillingslinde                                                                    | nd373                                  | Kaltenberg KG: Silberberg GrStNr: 1953 Standort                                                                         | Die Sommerlinde, die aus zwei zusammen gewachsenen Stämmen besteht, steht direkt vor dem Anwesen Untereibensteiner in Kaltenberg. Der Baum wies im Februar 2016 einen Taillen-Umfang von 5,78 m auf. |        | 13.04.1987 |
| 1    | Datei hochladen | Tausendjährige Eibe in Harterleiten                                               | nd664                                  | Kefermarkt KG: Harterleithen GrStNr: 645 Standort                                                                       | Die Europäische Eibe (Taxus baccata) wies zum Untersuchungszeitpunkt einen Stammumfang von 3,50 m, einen Kronendurchmesser von 12 m und eine Höhe von 10 m auf. Sie befindet sich in Harterleiten nördlich der Ledermühle bzw. in der Nähe der Bahnstrecke St. Valentin–České Budějovice. Ihr Alter wurde auf rund 500 bis 600 Jahre geschätzt.                                                                                    |        | 16.07.2013 |
| 1    | Datei hochladen | Blutbuche in Stifting                                                             | nd328                                  | Königswiesen, Stifting 1 KG: Stifting GrStNr: 16/1 Standort                                                             | Die Blutbuche (Fagus sylvatica f. purpurea) steht vor dem Forsthaus in Stifting 1. Der Baum wies zum Zeitpunkt der Unterschutzstellung einen Umfang von 3,2 m (in einem Meter Höhe), einen Kronendurchmesser rund 30 m und eine Höhe von rund 25 m auf. |        | 07.11.1985 |
| 1    | Datei hochladen | Bücherständer in Mönchdorf                                                        | nd199                                  | Königswiesen KG: Mönchdorf GrStNr: 2616 Standort                                                                        | Der Buchständer ist eine Felsformation aus Weinsberger Granit, die sich am Rande einer Waldparzelle, unmittelbar neben dem Güterweg Ebenedt befindet. Beim Buchständer handelt es sich um vier nebeneinanderstehende Granitblöcke mit durchschnittlichen 5 m Höhe, 3–5 m Länge und einem Meter Breite.Anmerkung: Koordinaten näherungsweise                                                                                        |        | 12.08.1983 |
| 1    | Datei hochladen | Wackelstein                                                                       | nd240                                  | Königswiesen KG: Mötlas GrStNr: 2328/1 Standort                                                                         | Der aus Weinsberger Granit bestehende, durch Wollsackverwitterung entstandene Wackelstein befindet sich auf einer Bergkuppe etwa 200 m nördlich des Anwesens Grufeneder in der Ortschaft Mötlasberg. |        | 04.01.1984 |
| 1    | Datei hochladen | Linde in Haid                                                                     | nd565                                  | Königswiesen, Haid 25 KG: Haid GrStNr: 2688 Standort                                                                    | Die Winterlinde (Tilia cordata) befindet sich gegenüber dem Bauernhof Haid 25. Sie wies zum Zeitpunkt der Unterschutzstellung einen Umfang von 5,6 m auf (in 1 m Höhe gemessen), einen Kronendurchmesser von 17 m und eine Höhe von rund 25 m auf. |        | 03.02.1999 |
| 1    | Datei hochladen | Fürsteiche beim Weißenhof                                                         | nd351                                  | Lasberg KG: Steinbockhöf GrStNr: 327 Standort                                                                           | Die Stieleiche (Quercus robur), im Volksmund „d’Weißenoacha“ genannt, steht am Straßenrand der Lasberger Bezirksstraße Richtung St. Oswald bei der Zufahrt zur Schleifmühle. Sie wies zum Zeitpunkt der Unterschutzstellung einen Umfang von 5,9 m auf (in Brusthöhe gemessen), hatte einen Kronendurchmesser von 25 m und eine Höhe von rund 30 m.                                                                                |        | 17.07.1986 |
| 1    | Datei hochladen | Fürstlinde am Weißenhof                                                           | nd352                                  | Lasberg KG: Steinböckhof GrStNr: 314 Standort                                                                           | Die Sommerlinde (Tilia platyphyllos) steht neben der Lasberger Bezirksstraße 30 m südlich vom Weißenhof. |        | 29.05.2012 |
| 1    | Datei hochladen | Linde                                                                             | nd317                                  | Leopoldschlag KG: Hiltschen GrStNr: 87/1 Standort                                                                       | Die Sommerlinde (Tilia platyphyllos) steht in Wullowitz bei einem Bauernhof auf einer kleinen Kuppe. Sie wies zum Zeitpunkt der Unterschutzstellung einen Umfang von 5,6 m auf, einen Kronendurchmesser von 29 m und eine Höhe von rund 30 m auf. |        | 24.09.1985 |
| 1    | Datei hochladen | Martinstein                                                                       | nd232                                  | Leopoldschlag KG: Leopoldschlag GrStNr: 359 Standort                                                                    | Die Felsformation aus Weinsberger Granit auf dem Leopoldschläger Berg (879 m). |        | 16.01.1984 |
| 1    | Datei hochladen | 2 Linden in Hiltschen                                                             | nd665                                  | Leopoldschlag KG: Hiltschen GrStNr: 536 Standort                                                                        | Die beiden Linden stehen an einem Feldweg etwa 450 Meter westlich der Ortschaft Leitmannsdorf. Die größere Linde wies im März 2016 einen Taillen-Umfang von 4,32 m, die kleinere Linde, bestehend aus zwei zusammen gewachsenen Stämmen, einen Taillen-Umfang von 3,33 m auf. |        | 13.03.2014 |
| 1    | Datei hochladen | Kapellen-Linde in Liebenau (Winter-Linde (Tilia cordata))                         | nd504                                  | Liebenau KG: Liebenau GrStNr: 2939/2 Standort                                                                           | Die Kapellen-Linde, eine Winterlinde (Tilia cordata), steht am östlichen Ortseingang von Liebenau neben einer kleinen Kapelle. Sie wies zum Zeitpunkt der Unterschutzstellung einen Umfang von 3,2 m auf (in 1 m Höhe gemessen), einen Kronendurchmesser von 13 m und eine Höhe von rund 26 m auf. |        | 06.04.1993 |
| 1    | Datei hochladen | Eibe                                                                              | nd294                                  | Neumarkt im Mühlkreis, Zissingdorf 1 KG: Trosselsdorf GrStNr: 1515 Standort                                             | Die Europäische Eibe (Taxus baccata) steht an der Silberndorfer Bezirksstraße rund 250 m östlich eines Bauernhauses. Sie wies zum Zeitpunkt der Unterschutzstellung einen Umfang von 1,5 m auf (in einem Meter Höhe gemessen), hatte einen Kronendurchmesser von 7 m bzw. eine Höhe von rund 14 m. |        | 24.06.1985 |
| 1    | Datei hochladen | Eibe in Neumarkt                                                                  | nd306                                  | Neumarkt im Mühlkreis KG: Zeiß GrStNr: 1803 Standort                                                                    | Die Europäische Eibe (Taxus baccata) steht bei einem Steinmarterl rund 200 m östlich vom Bauernhaus Unterzeiß 17 am Rande eines Güterweges. Sie wies zum Zeitpunkt der Unterschutzstellung einen Umfang von 1,4 m auf (in einem Meter Höhe gemessen), hatte einen Kronendurchmesser von 5 m bzw. eine Höhe von rund 10 m. |        | 08.08.1985 |
| 1    | Datei hochladen | Stieleiche                                                                        | nd453                                  | Neumarkt im Mühlkreis KG: Matzelsdorf GrStNr: 1548/4 Standort                                                           | Die Stieleiche (Quercus robur) steht an der Lasberger Bezirksstraße bei der Einmündung in den Güterweg Dingsdorf. Sie wies zum Zeitpunkt der Unterschutzstellung einen Umfang von 4,65 m auf (in 1 m Höhe gemessen), einen Kronendurchmesser von 25 m und eine Höhe von 25 m auf. |        | 04.03.1991 |
| 1    | Datei hochladen | Maierwöger-Linden                                                                 | nd291                                  | Neumarkt im Mühlkreis KG: Neumarkt im Mühlkreis GrStNr: 118/1 Standort                                                  | Die beiden Sommerlinden stehen direkt an der südlichen Ortseinfahrt von Neumarkt. Die größere Linde wies im März 2016 einen Taillen-Umfang von 5,33 m, die kleinere Linde, die stark reduziert wurde, einen Taillen-Umfang von 4,10 m auf. |        | 06.02.1985 |
| 1    | Datei hochladen | Heidenstein bei Eibenstein                                                        | nd654                                  | Rainbach im Mühlkreis KG: Summerau GrStNr: 413 Standort                                                                 | Der westlich von Eibenstein gelegene Heidenstein entstand durch Wollsackverwitterung. Der Heidenstein besteht aus Weinsberger Granit und umfasst eine Grundfläche von rund 600 m². |        | 15.11.2007 |
| 1    | Datei hochladen | Dorflinde in St. Leonhard b.Fr.                                                   | nd314                                  | St. Leonhard bei Freistadt KG: St. Leonhard GrStNr: 2244/1 Standort                                                     | Die Winterlinde (Tilia cordata) steht am Ortsplatz von St. Leonhard südlich der Pfarrkirche. |        | 11.09.1985 |
| 1    | Datei hochladen | Hussenstein                                                                       | nd214                                  | St. Oswald bei Freistadt KG: Wippl GrStNr: 585 Standort                                                                 | Die Felsbildung aus Weinsberger Granit ist rund 15 m hoch und befindet sich rund 500 m nordwestlich des Ortes Fünfling. |        | 07.09.1983 |
| 1    | Datei hochladen | Pechölstein                                                                       | nd248                                  | Schönau im Mühlkreis KG: Kaining GrStNr: 1183/1 Standort                                                                | Im Gegensatz zu anderen Pechölsteinen hat der aus Weinsberger Granit bestehende Fels, der sich ca. 100 Meter östlich des Anwesens Ranzhuber befindet, kein Rillensystem. Er besteht vielmehr aus einer durch chemisch-biologische Verwitterung entstandenen ovalen Opferschale mit den Ausmaßen von 120 × 70 cm bei einer Tiefe von 10 cm. Das abtropfende Pech gelangt durch ein Loch in ein unter dem Stein aufgestelltes Gefäß. |        | 16.03.1984 |
| 1    | Datei hochladen | Pechölstein                                                                       | nd249                                  | Schönau im Mühlkreis KG: Schönau GrStNr: 603 Standort                                                                   | Der grobkörniger Granitblock mit blattrippenartigem Rillensystem misst 200 × 150 cm und befindet sich etwa 200 Meter östlich des Gehöftes Kreuzberger. |        | 16.03.1984 |
| 1    | Datei hochladen | Bergahorn in Unterweißenbach                                                      | nd320                                  | Unterweißenbach KG: Landshut GrStNr: 1789 Standort                                                                      | Der Berg-Ahorn (Acer pseudoplatanus) steht rund 50 m westlich des Güterweges Grafenschlag an der Zufahrtsstraße zu den Häusern Windhing 18 und 27. Der Ahorn wies zum Zeitpunkt der Unterschutzstellung einen Umfang von 5,5 m (in Brusthöhe), einen Kronendurchmesser von 23 m und eine Höhe von rund 26 m auf. |        | 18.10.1985 |
| 1    | Datei hochladen | Eiche                                                                             | nd316                                  | Unterweißenbach KG: Landshut GrStNr: 1036 Standort                                                                      | Die Stieleiche (Quercus robur) steht an der Riedmark-Landesstraße neben einer Kapelle. Sie wies zum Zeitpunkt der Unterschutzstellung einen Umfang von 3,8 m auf (in einem Meter Höhe gemessen), hatte einen Kronendurchmesser von 16 m und eine Höhe von 15 m.Anmerkung: Koordinaten näherungsweise |        | 24.09.1985 |
| 1    | Datei hochladen | Pechölstein                                                                       | nd247                                  | Unterweißenbach KG: Unterweißenbach GrStNr: 2624 Standort                                                               | Der Stein im Ausmaß von 200 × 150 cm befindet sich am Wolfsberg, besteht aus feinkörnigem Granit und hat ein eingemeißeltes, blattrippenartiges Rillensystem. Der Pechölstein ist noch in Verwendung. |        | 16.03.1984 |
| 1    | Datei hochladen | Pechölstein beim Rauchschnablanwesen in Aglasberg                                 | nd239                                  | Unterweißenbach KG: Unterweißenbach GrStNr: 2795/2 Standort                                                             | Der mittelkörnige Granitblock mit blattrippenartigem Rillensystem misst rund 120 × 120 cm und ragt etwa 20 cm aus dem Boden. Er befindet sich neben der Straße, die von Unterweißenbach nach St. Leonhard bei Freistadt führt. |        | 24.01.1984 |
| 1    | Datei hochladen | Pechölstein beim Stoaninger in Schattau                                           | nd241                                  | Unterweißenbach KG: Unterweißenbach GrStNr: 2250/2 Standort                                                             | Der 200 × 120 cm große grobkörnige Granitblock mit eingemeißeltem, blattrippenartigem Rillensystem befindet sich etwa 1,2 km nordwestlich von Unterweißenbach am südlichen Waldrand des Schattauerberges. |        | 02.02.1984 |
| 1    | Datei hochladen | Zwillings-Eibe                                                                    | nd508                                  | Tragwein KG: Tragwein GrStNr: 189 Standort                                                                              | Die Eibe steht in einem Feld etwa 700 m südwestlich der Ortschaft Erdleiten. Bis auf 1 m Höhe sind zwei Stämme miteinander verwachsen. Der Baum wies im Jänner 2016 einen Umfang von 2,34 m (in 1,30 m Höhe gemessen) auf. |        | 02.04.1993 |

## Ehemalige Naturdenkmäler
| Foto |                 | Name                                   | ID     | Standort                                          | Beschreibung | Fläche | Datum      |
| ---- | --------------- | -------------------------------------- | ------ | ------------------------------------------------- | --- | ------ | ---------- |
| 1    | Datei hochladen | Tausendjährige Buche                   | gnd227 | Gutau KG: Erdmannsdorf GrStNr: 3430 Standort      | Die Rotbuche (Fagus sylvatica) befand sich beim Anwesen Wimmer auf der Wimmerhöhe in Gutau. Sie wies zum Zeitpunkt der Unterschutzstellung einen Umfang von 5,6 m auf (in 1 m Höhe gemessen), einen Kronendurchmesser von 25 m und eine Höhe von rund 25 m auf. Da die Buche schon stark beschädigt war, wurde sie im Herbst 2015 gefällt. |        | 07.12.1983 |
| 1    | Datei hochladen | Linde in Lehen beim Gasthaus Strohsack | gnd541 | Gutau Standort                                    | Die Sommerlinde (Tilia platyphyllos) steht eingebettet in große Granitblöcke vor dem ehemaligen Gasthaus Strohsack. Zur Zeit der Unterschutzstellung im Jahre 1995 hatte die Linde einen Umfang von 4,85 m in 1 Meter Höhe gemessen und eine Höhe von ca. 30 Metern. Die Linde wurde 2007 vom Orkan Kyrill schwer beschädigt. |        |            |
| 1    | Datei hochladen | 2 Buchen in Kefermarkt                 | gnd298 | Kefermarkt KG: Harterleithen GrStNr: 293 Standort | Die beiden Rotbuchen (Fagus sylvatica) standen an einem Forstweg auf einer bewaldeten Kuppe südlich von Kefermarkt. Die Buchen wiesen zum Zeitpunkt der Unterschutzstellung einen Umfang von 3,4 m bzw. 4,5 m (in Brusthöhe), einen Kronendurchmesser von je 30 m und eine Höhe von rund 35 bis 40 m auf. Die größere Buche wurde 2007 vom Orkan Kyrill entwurzelt, der Wurzelstock mit einem Teil des Stamms wurde etwas unterhalb vom originalen Standort unter großem Aufwand platziert. Der Stammumfang beträgt an der stärksten Stelle 5,6 m. Von der kleineren Buche, die etwa 50 m weiter süd-westlich stand, ist ebenfalls nur mehr der Baumstumpf erhalten. Dieser hat einen Stammumfang in Bodennähe von 4,08 m (Stand jeweils Jänner 2022). |        | 22.04.1985 |
| 1    | Datei hochladen | Birke in Kefermarkt                    | gnd300 | Kefermarkt Standort                               | Die fünfstämmige, rund 28 m hohe Birke stand in einer Böschung an der Ortseinfahrt von Lest von Norden kommend, und war einer der größten Bäume dieser Art in Oberösterreich. Sie wurde im Juni 1991 von einem Sturm entwurzelt. |        |            |
| 1    | Datei hochladen | Linde beim Leopoldseder Kreuzstöckl    | gnd229 | Pierbach Standort                                 | Die Winterlinde (Tilia cordata) stand neben der Königswiesner-Bundesstraße bei km 28,65 zwischen Pierbach und Mönchdorf. Die sich bereits in schlechtem Zustand befindliche Linde musste schließlich gefällt werden und der neuen Trassenführung der Bundesstraße weichen. Das Kreuzstöckl wurde vom Besitzer etwa 30 Meter nord-westlich neu errichtet. |        |            |
| 1    | Datei hochladen | Dorflinde in Langfirling               | gnd487 | St. Leonhard bei Freistadt Standort               | Mit 11. Dezember 1992 wurde die etwa 300-jährige Sommerlinde, die eine stattliche Höhe von ca. 30 Metern erreichte, als Naturdenkmal festgestellt. Auf Grund des schlechten Zustandes wurde die Linde im Mai 2008 gefällt. Aus dem stattlichen Stamm – der Umfang betrug 5,45 m – wurde eine 5 Meter hohe und 4 Tonnen schwere Holzstatue des Heiligen Florian, Schutzpatron der Feuerwehr, geschnitzt und am Standort der ehemaligen Linde aufgestellt. Nachdem der Stamm der alten Linde jedoch schon morsch war, wurde die Florianistatue 2018 durch eine Neuanfertigung ersetzt. |        | 11.12.1992 |

| Foto:                    | Fotografie des Naturdenkmals. Klicken des Fotos erzeugt eine vergrößerte Ansicht. Daneben finden sich zwei Symbole: \| Weitere Bilder vorhanden \| Das Symbol bedeutet, dass weitere Fotos des Objekts verfügbar sind. Durch Klicken des Symbols werden sie angezeigt. \| \| Eigenes Foto hochladen \| Durch Klicken des Symbols können weitere Fotos des Objekts in das Medienarchiv Wikimedia Commons hochgeladen werden. \| |
| Name:                    | Bezeichnung des Naturdenkmals laut offiziellen Quellen |
| ID                       | Identifikator |
| Standort:                | Es ist die Gemeinde und falls vorhanden die Adresse angegeben. Darunter sind die Katastralgemeinde (KG) und die Grundstücksnummer angeführt. Durch Aufruf des Links Standort wird die Lage des Denkmals in verschiedenen Kartenprojekten angezeigt. |
| Beschreibung             | Kurze Beschreibung des Naturdenkmals |
| Fläche                   | Fläche des Naturdenkmals in Hektar (ha) |
| Datum                    | Datum oder Jahr der Unterschutzstellung |
| Weitere Bilder vorhanden | Das Symbol bedeutet, dass weitere Fotos des Objekts verfügbar sind. Durch Klicken des Symbols werden sie angezeigt. |
| Eigenes Foto hochladen   | Durch Klicken des Symbols können weitere Fotos des Objekts in das Medienarchiv Wikimedia Commons hochgeladen werden. |